# Armadillidium pulchellum

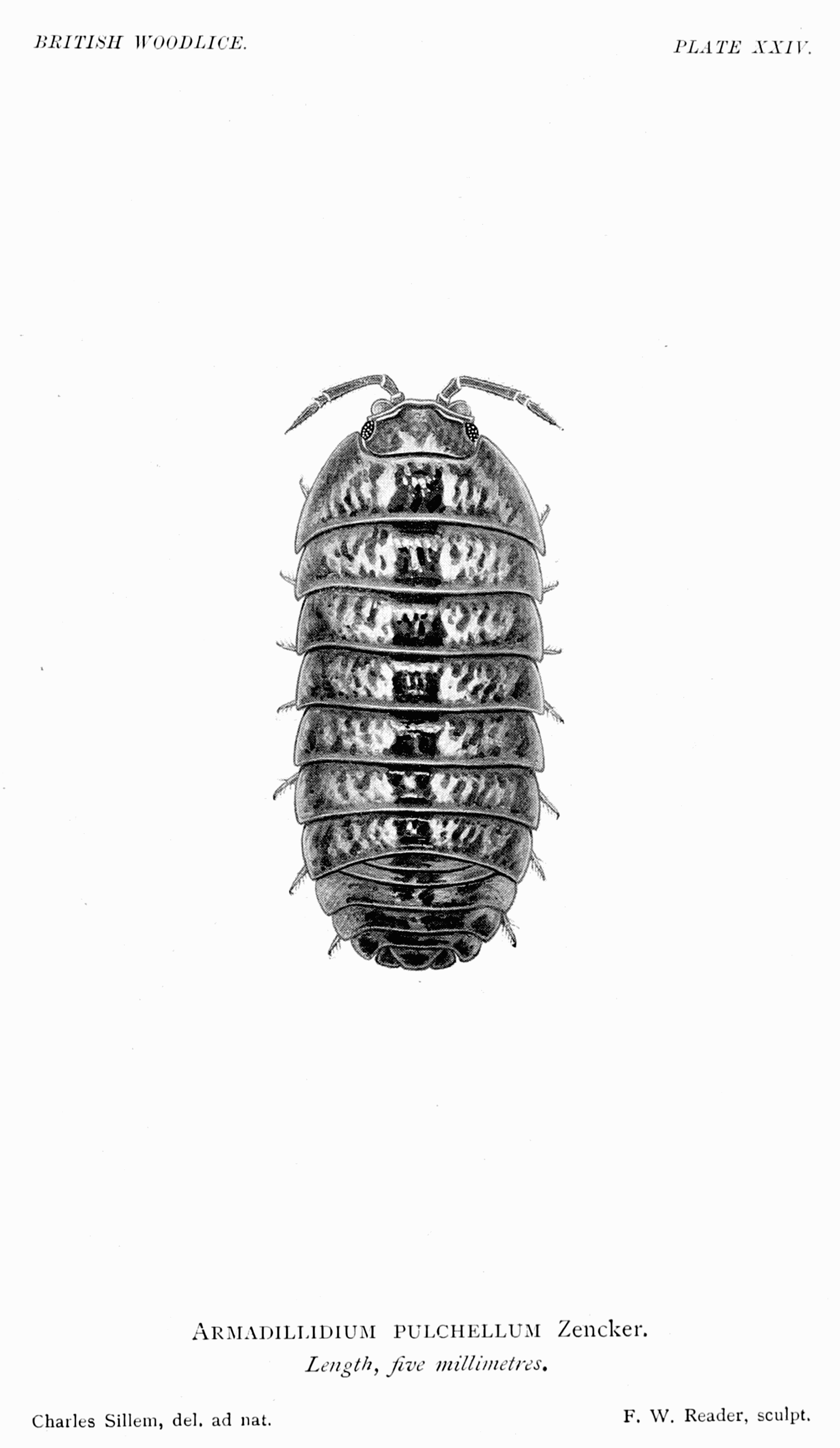
Zeichnung von Armadillidium pulchellum

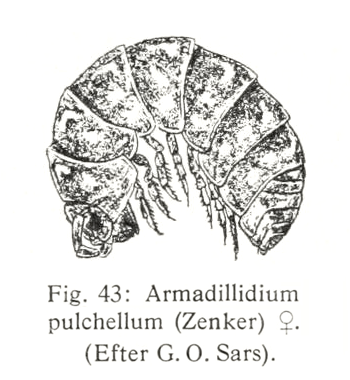
Zeichnung von Armadillidium pulchellum in Seitenansicht

Armadillidium pulchellum ist eine vorwiegend in Mitteleuropa verbreitete Art der zu den Landasseln gehörenden Rollasseln.

## Merkmale
Die Körperlänge beträgt 3–5, in seltenen Fällen auch bis 7 mm. Bei Störung kann sich die Art zu einer vollkommenen Kugel zusammenrollen, ausgestreckt sind die Tiere lang oval. Der Hinterleib (Pleon) ist nicht schmaler als der Vorderleib (Cephalothorax). Die Körperoberfläche ist glatt. Die Grundfarbe ist braun oder grau. Eine Marmorierung kann, aber muss nicht, vorhanden sein. Auf dem Körper befinden sich helle und dunkle Flecken, meist gelbe Fleckenreihen.
Die Hinterecken des 1. Segments (1. Pereiomer) sind quer abgestutzt und nicht zipfelig ausgezogen. Die Antenne besitzt 2 Geißelglieder. Die Augen bestehen aus mehr als 5 Ocellen. Die Seitenlappen am Kopf sind deutlich zu sehen. Das Telson am Körperende ist zungenförmig und hinten breit gerundet. Bei den Uropoden neben dem Telson ist der Außen-Ast (Exopodit) plattenartig verbreitert und länger und breiter als der Innen-Ast (Endopodit). Das Grundglied der Uropoden trägt keinen Fortsatz. Die Stirnplatte ist eng anliegend mit einer Doppelleiste vom vorhandenen Stirndreieck zum Auge. Diese charakteristische Doppelleiste trennt die Art deutlich von den großen Armadillidium-Arten ab.
Die Art weist 2 Trachealsysteme auf. Das 2. Thoraxsegment (1. freies Segment) ist am Hinterrand jederseits gleichmäßig bogenförmig eingebuchtet. Auf dem 7. Epimer (Segment hinter dem Kopf) befindet sich eine große dunkle Stelle – dieses Merkmal teilt sich die Art mit Armadillidium pictum. Juvenile Armadillidium vulgare sind niemals so intensiv gefleckt und ihnen fehlt die dunkle Stelle am 7. Epimer.

### Ähnliche Arten
Die Art ist ihrer Schwesterart Armadillidium pictum sehr ähnlich, inklusive der Doppelleiste an der Stirnplatte (Linea frontalis + Linea supra-antennalis). Allerdings sind die Hinterecken des 1. Segments bei A. pictum zipfelig ausgezogen und ihr Telson ist  schmal gerundet (dreieckig mit abgerundetem Ende) und länger als breit. Außerdem wird A. pictum größer (6–9 mm). Beide Arten stammen vermutlich von einem gemeinsamen Vorfahren aus der Balkanregion ab.
Die anderen heimischen Rollasseln sind entweder weiß gefärbt (Armadillidium zenckeri) oder größer als 8 mm und somit deutlich größer als A. pulchellum. Armadillidium versicolor weist noch zahlreiche Ähnlichkeiten auf, bei ihr ist die Leiste an der Stirn jedoch einfach.
In Westeuropa ist auch eine Verwechslung mit Eluma caelata möglich.

## Verbreitung
Das Verbreitungsgebiet der Art liegt vor allem in Mittel- und Nordeuropa. Im Westen ist die Art bis nach Frankreich verbreitet (von Nordostfrankreich bis ins zentrale Südfrankreich), im Nordwesten bis Irland und Großbritannien (mit Ausnahme Schottlands). Die südlichsten Vorkommen liegen im zentralen Südfrankreich und im nördlichen Alpenraum. Nach Osten ist die Art bis in die Slowakei, westliche Ukraine, Litauen und Finnland verbreitet. Im Norden kommt die Art bis in den Süden und Südwesten Norwegens, den Süden Schwedens und Finnlands vor. Dabei liegt Deutschland sehr zentral im Verbreitungsgebiet. Hier ist die Art weit verbreitet, kommt aber auch noch in der Schweiz und in Österreich vor. Im östlichen Teil des Verbreitungsgebiets (Polen, Tschechien, Slowakei) ist die Art häufiger als Armadillidium pictum.
In Deutschland ist die Art zwar weit verbreitet, kommt aber nur stellenweise vor und wird nicht häufig gefunden. Bekannte Vorkommen nach 1970 befinden sich in Nordrhein-Westfalen, Hessen, Rheinland-Pfalz, Baden-Württemberg, Bayern, Sachsen-Anhalt und Sachsen. Nach den weniger sicheren Daten von inaturalist auch in Berlin, Brandenburg und Niedersachsen. Zwischen 1890 und 1970 wurde die Art auch in Hamburg, Schleswig-Holstein, Mecklenburg-Vorpommern, Thüringen sowie gesichert auch in Berlin und Brandenburg nachgewiesen. Lediglich im Saarland, in Bremen und überwiegend in Niedersachsen sind keine Vorkommen bekannt. Dies muss jedoch nicht bedeuten, dass die Art nicht auch heutzutage noch in den Bundesländern mit bekannten Vorkommen zu finden ist, möglicherweise wurde sie bisher nur übersehen.
In Hessen ist Armadillidium pulchellum häufiger als Armadillidium pictum.
Armadillidium pulchellum gilt in der Roten Liste gefährdeter Arten Deutschlands als ungefährdet.

## Lebensraum
Armadillidium pulchellum ist ein typischer Bewohner der Laubwälder und Mischwälder, allerdings kommt sie vermehrt an Waldrändern, Bachufern und Brücken vor. Sie bevorzugt trockenere Standorte und ist an Brückenmauern oft unter trockenem Moos oder Gras zu finden. Die meisten Funde stammen jedoch von natürlichen Standorten im Grasland, unter Kalksteinfelsen und ähnlichen Habitaten. Die Art scheint sehr resistent gegen Austrocknung zu sein und wird manchmal in Ameisennestern gefunden.
Auf den Britischen Inseln bevorzugt die Art seminatürliche Habitate und wird oft in offenen Graslandhabitaten gefunden, hauptsächlich entlang der Küstenlinie oder in hügeligen Gebieten, inklusive Kalksteinwegen. Die Art findet sich hier häufig unter Steinen oder Pflanzenmatten, entlang von spärlich bewachsenem Geröll, unter Laubstreu, Gräsern, Moosen und manchmal mit Ameisen assoziiert. Sehr selten wird die Art auch in verfaulendem Holz gefunden.

## Lebensweise
Bei Gefahr rollt sich die Art zu einer Kugel zusammen, es bleibt aber eine leichte Lücke.
An manchen Stellen, zum Beispiel unter der Borke alter Baumstümpfe, kommt die Art zusammen mit der Schwesterart Armadillidium pictum vor. Normalerweise schließen sich aber beide Arten gegenseitig aus. Massenvorkommen (größere Kolonien unter der abstehenden Rinde von Baumstümpfen) sind jedoch selten und normalerweise werden diese Nischen von Trachelipus ratzeburgii oder Oniscus asellus besiedelt.
Die Art scheint ganzjährig zu finden zu sein, vor allem von Februar bis Oktober.

## Taxonomie
Die Art wurde 1798 von Georg Christoph Theodor Zenker als Oniscus pulchellus erstbeschrieben. Ein weiteres Synonym der Art lautet Armadillo maculatus C.L.Koch, 1841.